# Marktgasse 9 (Eichstätt)

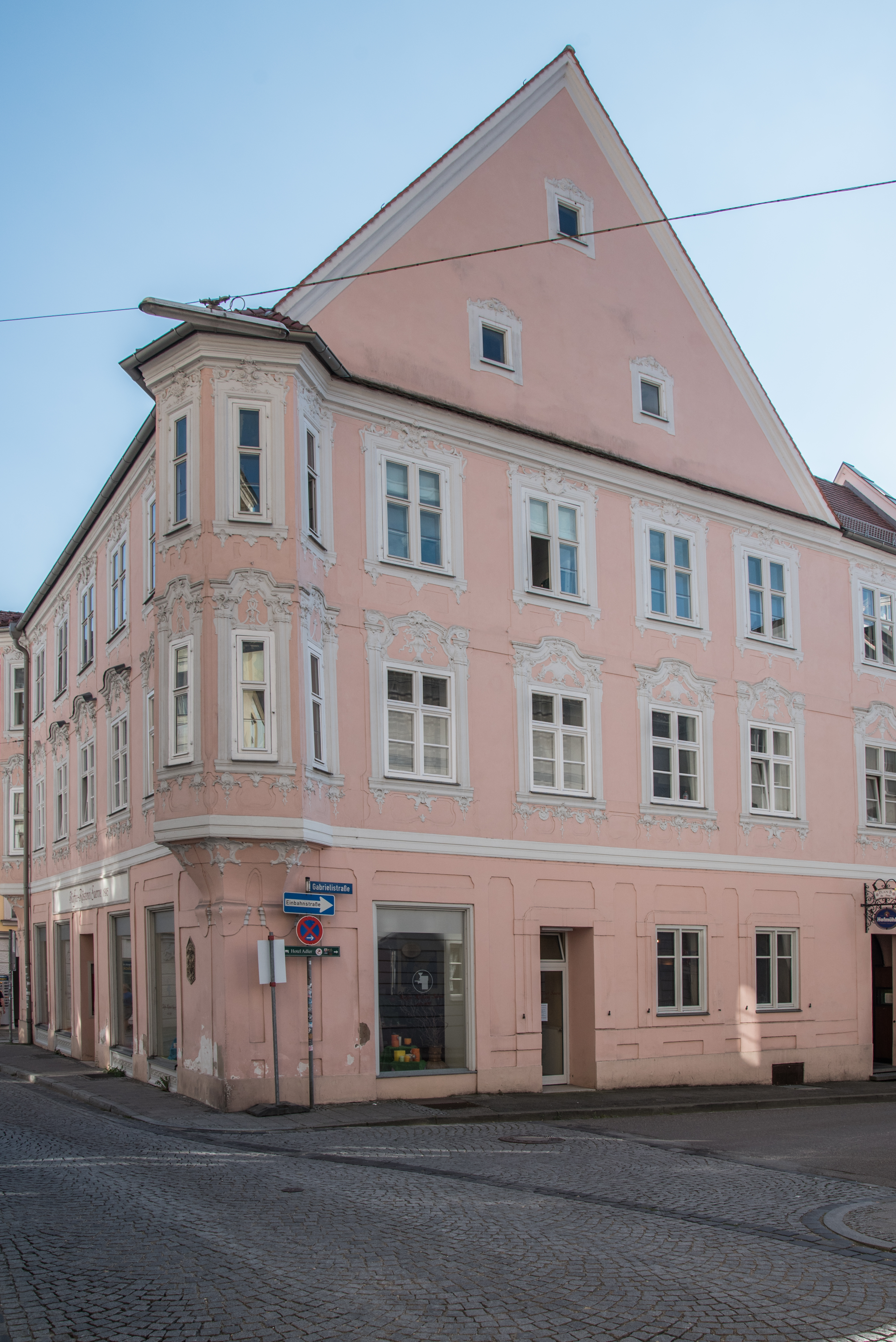
Eichstätt, Marktgasse 9, Ostfassade

Das Wohnhaus in der Marktgasse 9 wurde 1685 nach Plänen von Jakob Engel errichtet und ist unter Aktennummer D-1-76-123-132 in der Denkmalliste Bayern eingetragen.

## Geschichte und Architektur
Bei dem dreigeschossigen barocken Wohnhaus handelt es sich um einen dreiseitig freistehenden Eckbau zur Luitpoldstraße hin. Das Haus mit zwei Eckerkern wurde von Giovanni Giacomo Engl zwischen 1680 und 1685 erbaut. Die aufwendige Stuckfassade geht auf die Zeit um 1740 und die handwerkliche Haustür mit Oberlicht auf 1900 zurück.

## Dominikaner Weinstube
In den Jahren von 1979 bis 1980 baute Jörg Homeier das Erdgeschoss zu einer Weinstube um.

## Baudenkmal
Das Wohnhaus steht unter Denkmalschutz und ist im Denkmalatlas des Bayerischen Landesamtes für Denkmalpflege und in der Liste der Baudenkmäler in Eichstätt eingetragen.